# Liste des cardinaux créés par Clément VII
Le pape Clément VII (1523-1534) a créé 33 cardinaux dans 14 consistoires, dont 8 français, 7 espagnols et 1 autrichien.

## 3 mai1527
- Benedetto Accolti,  Italie, archevêque de Ravenne
- Agostino Spinola,  Italie, évêque de Pérouse
- Niccolò Gaddi,  Italie, évêque de Fermo
- Ercole Gonzaga,  Italie, évêque de  Mantou
- Marino Grimani,  Italie,  patriarche d'Aquilée

## 21 novembre1527
- Antonio Sanseverino,  Italie, O.S.Io.Hieros
- Gianvincenzo Carafa,  Italie, archevêque de Naples
- Andrea Matteo Palmieri,  Italie, archevêque d'Acerenza et Matera
- Antoine du Prat,  France,  archevêque de Sens
- Enrique de Cardona y Enríquez,  Espagne, archevêque de Monreale
- Girolamo Grimaldi,  Italie, clerc de Gênes
- Pirro Gonzaga,  Italie, évêque de Modène
- Sigismondo Pappacoda,  Italie,  évêque de Tropea

## 7 décembre1527
- Francisco de los Ángeles Quiñones, O.F.M.,  Espagne, ministre général de son ordre

## 20 décembre1527
- Francesco Cornaro, seniore  Italie

## 29 janvier1529
- Girolamo Doria,  Italie, clerc de Gênes

## 10 janvier1529
- Ippolito de' Medici,  Italie, archevêque d'Avignon

## 13 août1529
- Mercurino Arborio di Gattinara,  Italie, conseiller juridique et chancelier de Charles Quint

## 9 mars1530
- François de Tournon, Can. Reg. de Saint-Augustin,  France, archevêque de Bourges
- Bernhard von Cles,  Autriche, prince-évêque de Trente
- Louis de Gorrevod,  Duché de Savoie, évêque de Saint-Jean-de-Maurienne
- García de Loaysa y Mendoza, O.P.,  Espagne, évêque d'Osma
- Íñigo López de Mendoza y Zúñiga,  Espagne, évêque de Burgos

## 8 juin1530
- Gabriel de Gramont,  France, évêque de Tarbes, ambassadeur du roi François Ier de France

## 22 février1531
- Alfonso Manrique de Lara y Solís,  Espagne,  archevêque de Séville
- Juan Pardo de Tavera,  Espagne, archevêque de Compostelle

## 22  septembre1531
- Antonio Pucci,  Italie, évêque de Pistoia

## 21 février1533
- Esteban Gabriel Merino,  Espagne, évêque de Jaén

## 3 mars1533
- Jean d'Orléans-Longueville,  France, archevêque de Toulouse et évêque d'Orléans

## 7 novembre1533
- Jean Le Veneur,  France, évêque de Lisieux
- Claude de Longwy de Givry,  France,  évêque de Langres
- Odet de Coligny de Châtillon,  France, laïc
- Philippe de La Chambre, O.S.B.,  France, abbé de Saint-Pierre-de-Corbie